# Các vụ đánh bom Tây Bắc Pakistan (26-09-2009)
Các vụ đánh bom tại Tây Bắc Pakistan ngày 26 tháng 9 năm 2009 diễn ra khi ba vụ ôm bom tự sát làm 17 người chết và hơn 150 bị thương ở vùng thuộc Tỉnh Biên giới Tây-Bắc của Pakistan, cho thấy phiến quân Taliban vẫn có khả năng tấn công mặc dù có sự gia tăng các cuộc hành quân và lãnh tụ của họ bị hạ sát vào tháng 8. Một phát ngôn viên của Taliban gọi cho hãng thông tấn AP ngay sau vụ tấn công bằng bom đầu tiên ở một trạm cảnh sát, tuyên bố chịu trách nhiệm cho cuộc tấn công và cảnh cáo sẽ còn thêm nhiều vụ nổ khác nữa.

## Bối cảnh
Quốc gia có vũ khí hạt nhân Pakistan đang giao chiến chống lại quân phiến loạn al-Qaida và Taliban ở gần vùng biên giới Afghanistan, được tin là đã gây nên hằng chục vụ tấn công trong từ năm 2007. Đám phiến quân tại đây liên kết với đám khác ở Afghanistan, nơi những cuộc đựng độ với NATO và Hoa Kỳ đang diễn ra ở mức độ kỷ lục.

## Các vụ nổ
Vụ nổ bom tự sát bằng xe đánh vào một trạm cảnh sát ở Bannu làm hư hại cơ sở vật chất và gây cho 6 người chết cùng 70 người bị thương. Nhiều giờ sau đó, một xe bom thứ hai tấn công bên ngoài một ngân hàng do quân đội quản lý ở Peshawar, thành phố lớn nhất ở vùng Tây Bắc. Tại đây có 10 người chết và 79 bị thương. Sức nổ làm xe cộ lật ngổn ngang, nhà cửa hư hại và mảnh gương vung vải khắp nơi. Hầu hết nạn nhân đều là khách hàng ở bên trong ngân hàng hoặc đứng lai vảng bên ngoài. Trước đó, tên tấn công cũng ném một quả lựu đạn nhưng không nổ. Vụ thứ ba xảy ra ở thành phố phía Bắc Gilgit làm 4 người bị thương. Cảnh sát địa phương cho loại bom được sử dụng chỉ có sức công phá nhỏ. Phát ngôn viên Taliban là Qari Hussain Mehsud thúc giục dân chúng nên tránh xa các cơ sở của cảnh sát và lực lượng an ninh. Mehsud cảnh cáo sẽ có thêm nhiều vụ tấn công bằng bom tự sát nữa. Mehsud được biết là kẻ huấn luyện cho những kẻ ôm bom tự sát, nói, "Chúng tôi cho tấn công bằng bom tự sát chỉ khi nào chính quyền tấn công chúng tôi."

## Phản ứng
Tòa đại sứ Hoa Kỳ ở Islamabad lên án các vụ nổ trên qua bản tuyên bố tố giác rằng những cuộc tấn công này "nêu bật bản chất dã man và vô nhân của quân thù này, mà mục tiêu của họ là chính quyền dân chủ do dân bầu lên và nền an ninh của tất cả dân chúng Pakistan."